# Rou-Marson
Rou-Marson és un municipi francès situat al departament de Maine i Loira i a la regió de País del Loira. L'any 2007 tenia 690 habitants.

## Demografia

### Població
El 2007 la població de fet de Rou-Marson era de 690 persones. Hi havia 257 famílies de les quals 52 eren unipersonals (24 homes vivint sols i 28 dones vivint soles), 79 parelles sense fills, 114 parelles amb fills i 12 famílies monoparentals amb fills.
La població ha evolucionat segons el següent gràfic:
Habitants censats

### Habitatges
El 2007 hi havia 286 habitatges, 261 eren l'habitatge principal de la família, 14 eren segones residències i 11 estaven desocupats. 281 eren cases i 5 eren apartaments. Dels 261 habitatges principals, 233 estaven ocupats pels seus propietaris, 22 estaven llogats i ocupats pels llogaters i 6 estaven cedits a títol gratuït; 1 tenia una cambra, 12 en tenien dues, 32 en tenien tres, 60 en tenien quatre i 157 en tenien cinc o més. 197 habitatges disposaven pel capbaix d'una plaça de pàrquing. A 90 habitatges hi havia un automòbil i a 157 n'hi havia dos o més.

### Piràmide de població
La piràmide de població per edats i sexe el 2009 era:
| Homes | Edats   | Dones |
| ----- | ------- | ----- |
| 0     | 95 o +  | 0     |
| 0     | 90 a 94 | 0     |
| 0     | 85 a 89 | 4     |
| 0     | 80 a 84 | 0     |
| 8     | 75 a 79 | 8     |
| 16    | 70 a 74 | 20    |
| 16    | 65 a 69 | 20    |
| 0     | 60 a 64 | 4     |
| 12    | 55 a 59 | 12    |
| 20    | 50 a 54 | 20    |
| 40    | 45 a 49 | 48    |
| 24    | 40 a 44 | 16    |
| 28    | 35 a 39 | 24    |
| 12    | 30 a 34 | 16    |
| 4     | 25 a 29 | 8     |
| 32    | 20 a 24 | 24    |
| 32    | 15 a 19 | 48    |
| 24    | 10 a 14 | 12    |
| 20    | 5 a 9   | 16    |
| 16    | 0 a 4   | 4     |

## Economia
El 2007 la població en edat de treballar era de 448 persones, 343 eren actives i 105 eren inactives. De les 343 persones actives 320 estaven ocupades (180 homes i 140 dones) i 23 estaven aturades (8 homes i 15 dones). De les 105 persones inactives 51 estaven jubilades, 30 estaven estudiant i 24 estaven classificades com a «altres inactius».

### Ingressos
El 2009 a Rou-Marson hi havia 263 unitats fiscals que integraven 711 persones, la mediana anual d'ingressos fiscals per persona era de 17.941 €.

### Activitats econòmiques
Dels 9 establiments que hi havia el 2007, 1 era d'una empresa de construcció, 1 d'una empresa de transport, 1 d'una empresa d'hostatgeria i restauració, 1 d'una empresa financera, 1 d'una empresa immobiliària, 2 d'empreses de serveis i 2 d'entitats de l'administració pública.
Dels 2 establiments de servei als particulars que hi havia el 2009, 1 era una lampisteria i 1 restaurant.
L'any 2000 a Rou-Marson hi havia 20 explotacions agrícoles que ocupaven un total de 621 hectàrees.

## Equipaments sanitaris i escolars
El 2009 hi havia una escola elemental integrada dins d'un grup escolar amb les comunes properes formant una escola dispersa.

## Poblacions més properes
El següent diagrama mostra les poblacions més properes.